# Orlando Peçanha

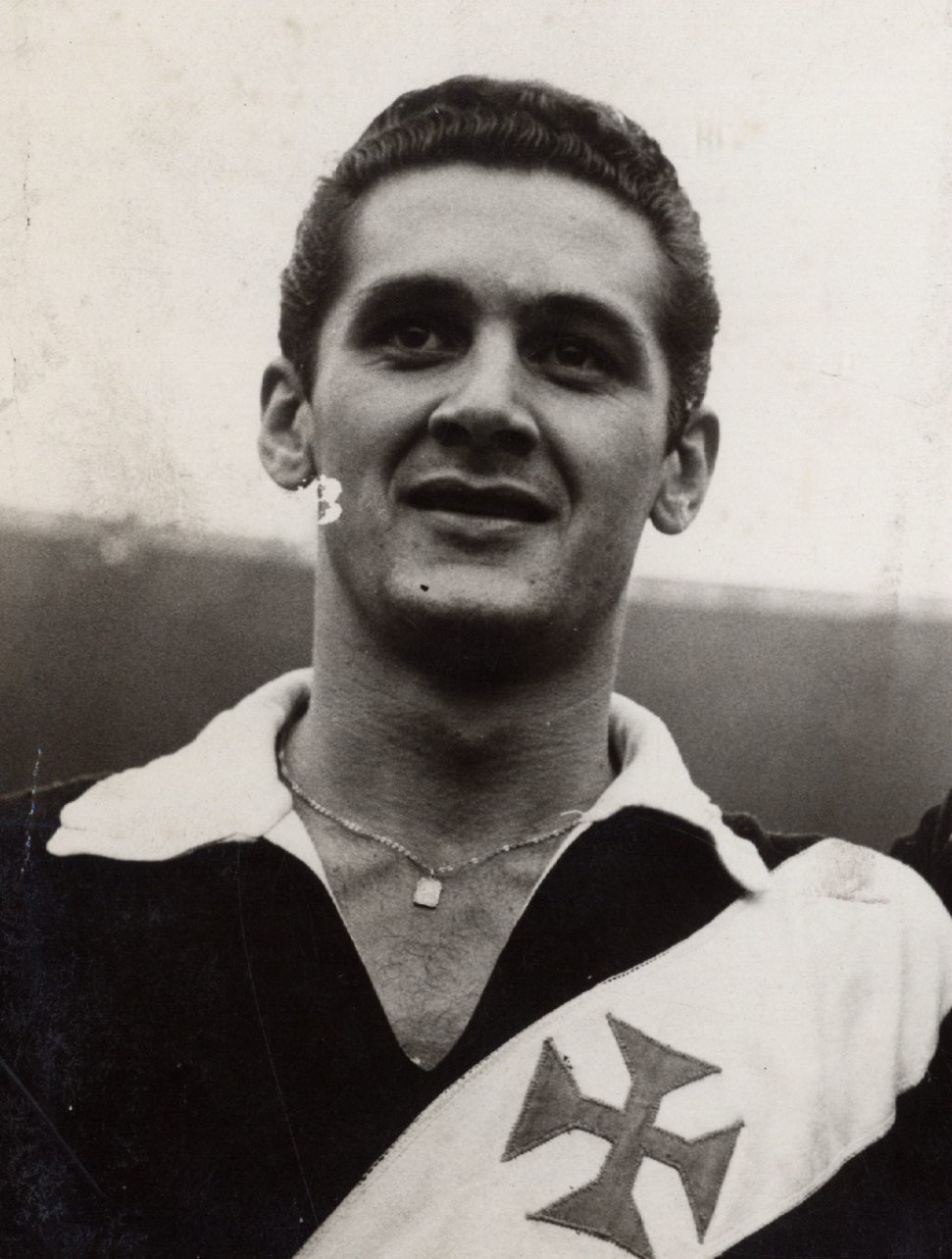
Orlando, 1961.

Orlando Peçanha de Carvalho, meist nur Orlando Peçanha genannt, (* 20. September 1935 in Niterói, Rio de Janeiro; † 10. Februar 2010 in Rio de Janeiro) war ein brasilianischer Fußballspieler. Mit der brasilianischen Nationalmannschaft wurde er 1958 Weltmeister. Auf Vereinsebene hatte er in Brasilien mit CR Vasco da Gama und dem FC Santos und in Argentinien bei den Boca Juniors große Erfolge. Mit seiner kraftvollen Spielweise und der Fähigkeit das Spiel zu lesen gehört er zu den besten Verteidigern der brasilianischen Fußballgeschichte.

## Leben
1953 schloss sich Orlando Peçanha der Jugend des Spitzenvereins CR Vasco da Gama in Rio de Janeiro an, wo er 1954 in die Kampfmannschaft aufrückte. Mit dem Verein, der nach dem Ende seiner Glanzzeit in den Vorjahren, wo er als Expresso da Vitória für Furore sorgte, gewann er 1956, unter dem Trainer Flávio Costa, und 1958 die Staatsmeisterschaft von Rio de Janeiro. 1958 gelang zudem der Sieg im Torneio Rio-São Paulo 1958 – in Abwesenheit eines nationalen Wettbewerbes ein hochbegehrter Titel in jener Zeit. Gemeinsam mit Hilderaldo Bellini, der auch Kapitän der Fußballnationalmannschaft von Brasilien war, formte er dabei ein starkes Abwehrduo.

### Triumph bei der Weltmeisterschaft in Schweden

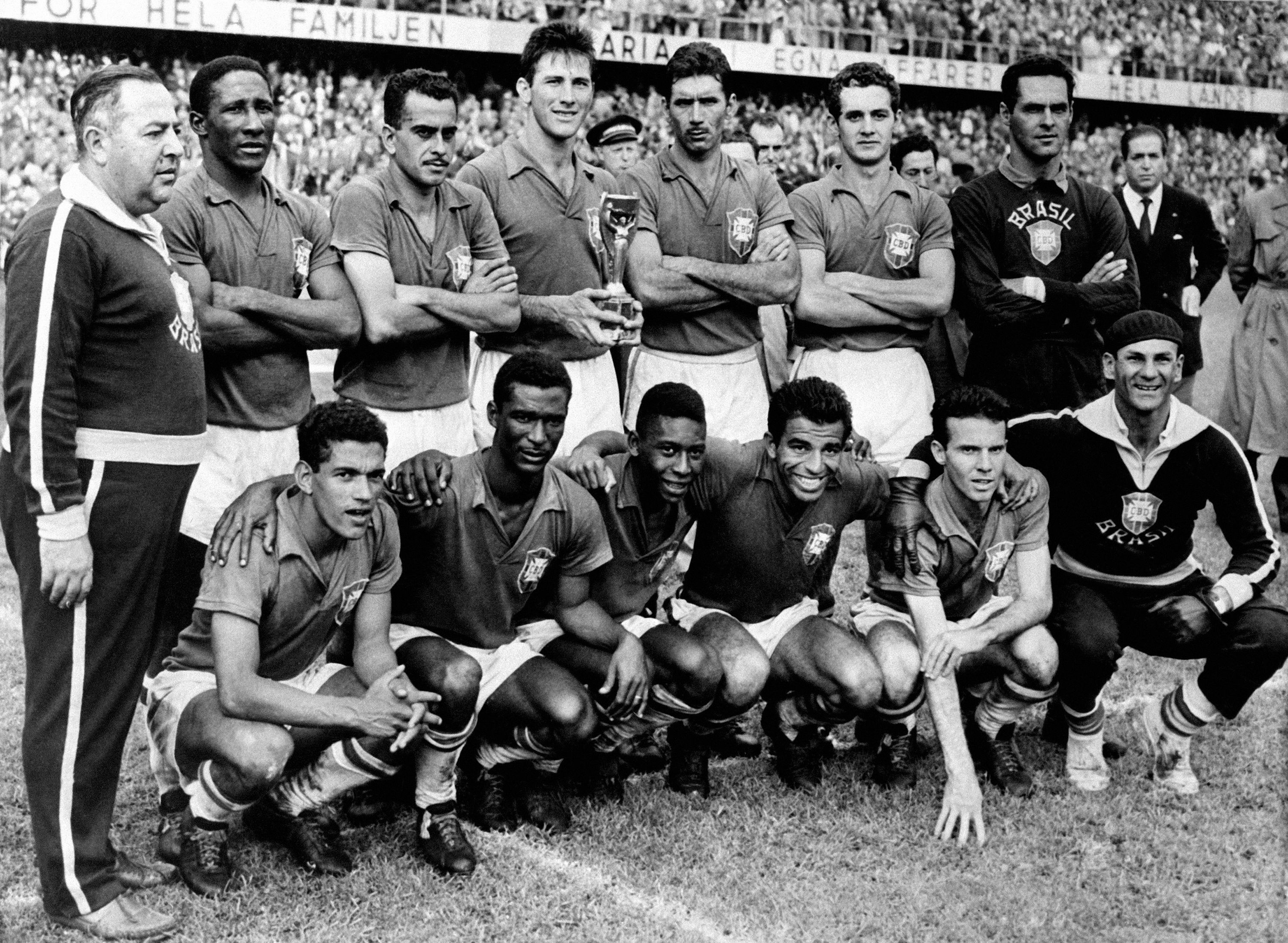
Brasilien 1958: Vicente Feola (Trainer), Djalma Santos, Zito, Bellini, Nilton Santos, Orlando, Gilmar – Garrincha, Didi, Pelé, Vava, Zagallo.

Im Mai 1958 gab auch Orlando Peçanha sein Debüt bei der Nationalmannschaft. In São Paulo gewann die Seleção dabei gegen Bulgarien mit 3:1. Schon im Monat darauf wurde er auf die Reise nach Schweden zur Fußball-Weltmeisterschaft 1958 mitgenommen. Dort bildete Orlando Peçanha gemeinsam mit Bellini das defensive Rückgrat der Seleção, die mit den brillanten Offensivspielern Garrincha, Didi, Vavá sowie dem 17-jährigen Pelé die Welt beeindruckten und mit einem fulminanten 5:2 Endspielsieg über Schweden erstmals den Titel nach Brasilien holten.
1959 nahm er mit der Brasilien an der Copa América in Argentinien teil. Beim Stand von 0:1 wurde er dabei im Spiel gegen Uruguay nebst einem weiteren Brasilianer und zwei Urus des Feldes verwiesen. Brasilien gewann am Ende mit 3:1. Insgesamt reichte es aber nur zum zweiten Platz hinter den Gastgebern.
1960 gewann er dafür Mit der Seleção die Taça do Atlântico, bei der in jenem Jahr auch die Nationalmannschaften von Argentinien, Uruguay und Paraguay teilnahmen.

### Meister in Argentinien

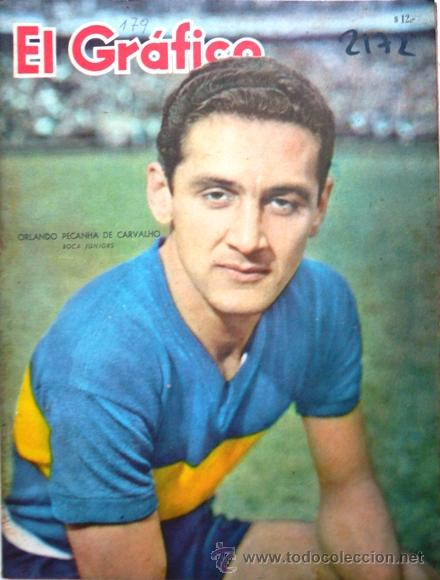
Orlando Peçanha Kapitän und Meister bei Boca Juniors -El Gráfico №2172, 17. Mai 1967

Im Februar 1961 wechselte Orlando Peçanha zu den Boca Juniors nach Buenos Aires, wo gleichzeitig auch sein Trainer bei der Weltmeisterschaft von 1958, Vicente Feola für ein Jahr auf der Bank saß. In den bonarenser Presse avancierte er schon bald zum Señor del fútbol und im Klub zum Spielführer. In seiner Zeit beim Verein an der Mündung des Riachuelo gewann er die Meisterschaften von 1962, 1964 und 1965. Beim letzten Titelgewinn spielte er aber nur mehr drei Mal im Boca Trikot vor seinem Wechsel zu Santos.
Höhepunkt seiner Zeit mit Boca Juniors war aber wohl das Erreichen des Endspiels der Copa Libertadores. Dies war das erste Mal, dass ein argentinischer Klub das Kontinentalfinale erreichte. In den im September ausgetragenen Finalspielen unterlagen die Juniors aber der seinerzeit die Welt dominierende Mannschaft des FC Santos mit 2:3 und 1:2. Der herausragende Boca Juniors Spieler dieses Jahres José Sanfilippo erzielte dabei alle Treffer für den Verein aus Buenos Aires.
In seiner Zeit bei den Boca Juniors spielte er unter anderem auch mit seinen Landsleuten Dino Sani, Paulinho Valentim und Almir Pernambuquinho und dem Spielführer der argentinischen Nationalmannschaft Antonio Rattín zusammen. Für die Boca Juniors war er insgesamt 119 Mal am Ball, wobei ihm allerdings kein Treffer gelang.
Für die Weltmeisterschaft 1962 in Chile fand Orlando Peçanha keine Berücksichtigung, da er im Ausland spielte. Erst zum Turnier in Spanien 1982 wurden mit Falcão vom AS Rom und Dirceu, der bei Atlético Madrid unter Vertrag war, Legionäre zum Spiel in der Seleção eingeladen.

### Meister von Brasilien mit Santos und WM-Aus in England

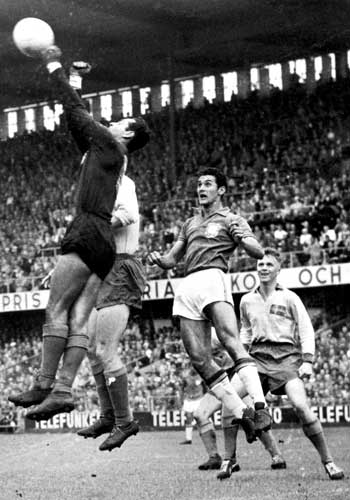
Brasilien -- Schweden 1958. Torwart Gilmar greift sich den Ball. Im Hintergrund Orlando Peçanha.

1965 verabschiedete sich der in Argentinien sehr populär gewordene Orlando Peçanha von Buenos Aires und kehrte nach Brasilien zurück. Noch im selben Jahr gewann er mit dem FC Santos die Taça Brasil, den 1959 eingeführten nationalen Pokalwettbewerb, welcher später als nationale Meisterschaft anerkannt wurde. Im Finale war dabei ausgerechnet Vasco da Gama der Gegner. Die Mannschaft aus Rio hatte jedoch gegen die Stars um Pelé keine Chance und verlor die Endspiele mit 1:5 und 0:1. Im selben Jahr sowie 1967 gewann er mit Santos auch die Staatsmeisterschaft von São Paulo.
Bei der Fußball-Weltmeisterschaft 1966 war Orlando Peçanha erneut im Aufgebot Brasiliens. Er kam aber nur zu einem Einsatz. In Vertretung von Bellini war er Kapitän der brasilianischen Mannschaft die im entscheidenden Gruppenspiel gegen Portugal um Spieler wie Eusébio und Mário Coluna mit 1:3 verlor und sich damit von dem Turnier verabschieden musste. Mit seiner einzigen Niederlage im Nationaltrikot endete an dieser Stelle auch seine Länderspielkarriere. Insgesamt lief er 34 Mal für Brasilien auf, davon 30 Mal in A-Länderspielen.
Anfang 1970 kehre er noch einmal sehr kurz zu Vasco da Gama zurück und ließ dort seine Spielerlaufbahn im Alter von 34 Jahren endgültig ausklingen.
Als Trainer arbeitete er anschließend unter anderem 1977 bei CS Alagoano und 1980 bei EC Vitória. Herauszuheben ist aber vor allem seine Arbeit als langjähriger Vorsitzender des brasilianischen Trainerverbandes, der Associação Brasileira de Treinadores de Futebol.
Im Februar 2010 verstarb er in einem Krankenhaus in Botafogo im Süden von Rio de Janeiro im Alter von 74 Jahren an Herzversagen. Er wurde auf dem dortigen Friedhof São João Batista beigesetzt.

## Statistik
Mannschaften:
- 1958–1966: Fußballnationalmannschaft von Brasilien (30 Spiele)

- 1955–1961: CR Vasco da Gama
- 1961–1964: Boca Juniors
- 1965–1967: FC Santos
- 1969–1970: CR Vasco da Gama

Titel:
- Fußballweltmeisterschaft: 1958
- Taça do Atlântico: 1960

- Fußballmeisterschaft von Argentinien: 1962, 1964, 1965
- Taça Brasil: 1965
- Torneio Rio-São Paulo: 1958
- Staatsmeisterschaft von Rio de Janeiro: 1956, 1958
- Staatsmeisterschaft von São Paulo: 1965, 1967
- Torneio Roberto Gomes Pedrosa: 1968